# Neodasys
Sous-ordre
Famille
Genre
Neodasys, unique représentant de la famille des Neodasyidae et du sous-ordre des Multitubulatina, est un genre de gastrotriches.

## Liste des espèces
Selon World Register of Marine Species (23 juin 2025) :
- Neodasys chaetonotoideus Remane, 1927
- Neodasys cirritus Evans, 1992
- Neodasys uchidai Remane, 1961

## Systématique
Ce genre a été décrit par Remane en 1927. Il est placé dans les Neodasyidae par Remane en 1929.
Cette famille a été décrite par Remane en 1929.
Ce sous-ordre a été décrit par d'Hondt (d) en 1971.

## Publications originales
- Sous-ordre des Multitubulatina :
  - (en) d'Hondt, « Gastrotricha », Oceanography and Marine Biology: An Annual Review, 1971, vol. 9, p. 141-192.
- Famille des Neodasyidae :
  - (de) Remane, « Gastrotricha », Handbuch der Zoologie, Walter de Gruyter, Berlin, 1929, vol. 2, p. 121-186.
- Genre Neodasys :
  - (de) Remane, « Neue Gastrotricha Macrodasyoidea », Zoologische Jahrbücher Abteilung für Systematik, Geographie und Biologie der Tiere, 1927, vol. 53, p. 203-242.